# Плачущие ангелы
Плачущие ангелы (англ. Weeping Angels) — вымышленная раса инопланетных хищников из научно-фантастического телесериала «Доктор Кто». Со времени их первого появления в серии «Не моргай» (англ. Blink) 2007 года, плачущие ангелы были признаны самыми страшными монстрами в истории сериала. Их создателем является Стивен Моффат.
Плачущие ангелы — сильная раса. Они закрывают свои лица руками, чтобы случайно не взглянуть на другого представителя собственной расы, что и дало им такое название за сходство внешнего вида с плачущим гуманоидом, спрятавшим лицо в ладони. От взгляда живого существа на них они каменеют, но когда тот моргнет, отвернется или переведет взгляд — быстро оказываются рядом.
Они известны как одинокие и хладнокровные убийцы, уничтожающие своих жертв «милосердно»: отправляют их в прошлое и дают им прожить там всю жизнь, питаясь кинетической энергией времени, которую получают в результате этого. Если ангелы уже не нуждаются в этой энергии, они убивают, сворачивая жертвам шеи.

## Описание
Доктор говорил, что ангелы — «Существа из другого мира. <…> Никто точно не знает, откуда они пришли, но они давние, как мир, и прожили так долго, потому что обладают самой совершенной системой защиты». Плачущие ангелы выглядят как каменные изваяния, когда на них кто-то смотрит. Но стоит наблюдателю отвлечься или моргнуть — ангелы перемещаются. По словам Доктора, они чрезвычайно быстры. Эти создания — хищники, но непосредственно не убивают жертву: их процесс питания строится на поедании «потенциальной энергии» лет, которые их жертва могла бы прожить в наше время. Когда они прикасаются к жертве, она попадает в прошлое и проживает там свою жизнь, ангелы же от этого питаются энергией времени.

## Появления

### Доктор Кто
- «Не моргай» (2007)
- «Время ангелов» / «Плоть и камень» (2010)
- «Ангелы захватывают Манхэттен» (2012)
- «Однажды во времени» (2021)
- «Деревня ангелов» (2021)

### Камео
- «Комплекс Бога» (2011)
- «Время Доктора» (2013)
- «С дьявольским упорством» (2015)
- «Революция далеков» (2021)
- «Хэллоуинский апокалипсис» (2021)
- «Пережившие Поток» (2021)

### Класс
- «Потерянные» (2016)

### Аудио
- «Падшие ангелы» (2016)
- «Потерянный ангел» (2017)
- «Роковая коалиция: Сторона ангелов» (2017)

### Романы и рассказы
- «Прикосновение ангела»
- «Поцелуй ангела: Тайна Мелоди Мелоун»
- «Магия ангелов»
- «Живая история. Неожиданно на кладбище»
- «Сад статуй»

## Восприятие
В опросе, проведенном BBC среди 2000 читателей журнала «Doctor Who Adventures», плачущих ангелов назвали самыми страшными монстрами 2007 года. За них проголосовало 55 % читателей, Мастер и далеки заняли второе и третье место с 15 % и 4 % соответственно. Обычно в подобных опросах первое место занимали далеки. Главный редактор «Doctor Who Adventures» высоко оценил концепцию побега от чудовища, не моргнув, что является одновременно и простой, и трудной задачей. В опросе 2012 года, проведенном Radio Times, десять тысяч респондентов (49,4 %) признали, что плачущие ангелы являются лучшими монстрами «Доктора Кто». Далеки заняли второе место (17 %).
Нил Гейман разместил плачущих ангелов на третье место в своем «ТОП-10 новых классических монстров» в Entertainment Weekly. Газета Daily Telegraph поместила ангелов на третье место своего списка лучших злодеев сериала, позади них находились автоны и далеки. Монстры также были названы TV Squad страшными на телевидении. В 2009 году журнал SFX назвал кульминацию «Не моргай», где ангелы наступают на Салли и Ларри, самым страшным моментом в истории «Доктора Кто».. Они вспомнили их в своем списке любимых вещей возрожденного сериала как «Самые. Страшные. Монстры» (Scariest. Monsters. Ever)

## Популярная культура
«Плачущий ангел» — название хакерского инструмента, раскрытом в Vault 7 и разработанного в сотрудничестве ЦРУ и MI5, используется в смарт-телевизорах для скрытой радиоэлектронной разведки. После подключения к соответствующему телевизору он записывает окружение даже когда телевизор выключен. Нет никаких доказательств того, что он когда-либо действовал.

## Квантовая механика
Плачущие ангелы описываются как квантово запертые существа, которые не существуют при их наблюдении. Процесс наблюдения очень важен в теории квантовой механики (см. Кот Шрёдингера). Теорема Белла является no-go-теоремой квантовой механики, касается существования или не существования локальных скрытых параметров. Можно считать, что скрытые параметры не существуют, пока за ними не начнут наблюдать.